# Panum-Areal

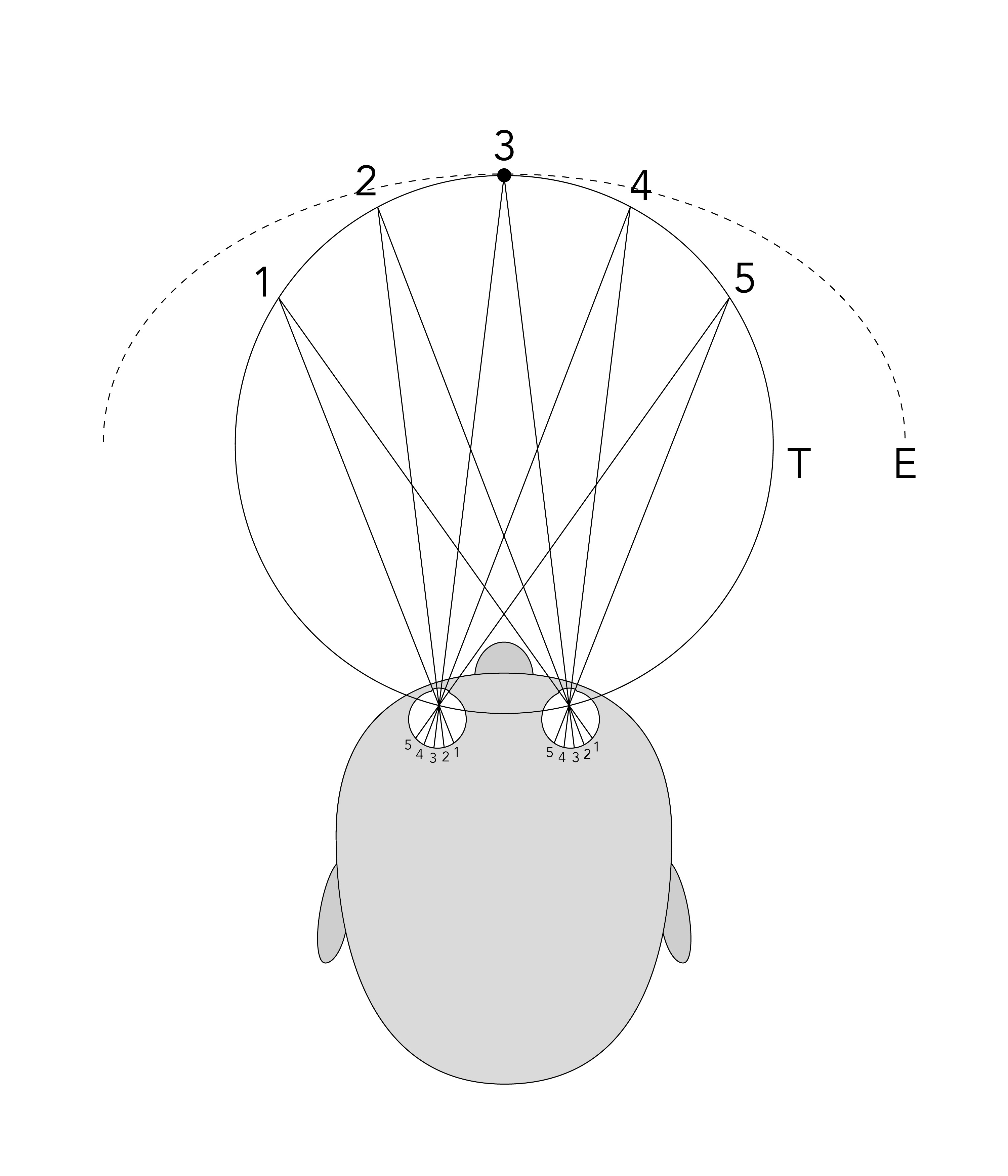
Die Augen fixieren Punkt 3. Die übrigen stellen beliebige Punkte auf dem theoretischen Horopter T dar. Der empirische Horopter E ist deutlich flacher und breiter.

Fixiert man Objekte oder Punkte mit beiden Augen, so werden diese zur Vermeidung von Doppelbilderwahrnehmungen auf sogenannte korrespondierende Stellen unserer Netzhaut abgebildet. Die Gesamtheit dieser Punkte im Außenraum bilden eine ellipsenähnliche Linie (bzw. gebogene Fläche), die Horopter genannt wird. Man hat durch Experimente festgestellt, dass Punkte oder Objekte, die bis zu einem bestimmten Abstand dicht vor oder hinter dem Horopter liegen, ebenfalls nicht doppelt gesehen werden, obgleich sie nicht mehr auf korrespondierenden Netzhautstellen abgebildet werden. Diesen Bereich hat man Panumbereich (auch: Panumraum) genannt, nach seinem Entdecker, dem dänischen Physiologen Peter Panum.
Mit Panum-Areal bezeichnet man nun die rückwärtige Projektion des Panumbereichs auf der Netzhaut, welches so quasi innerhalb des Auges das Gegenstück des Panumbereichs im Außenraum bildet. Die Tatsache, dass Objektpunkte im Panum-Areal nicht doppelt gesehen werden, führt bei binokularem Einfachsehen zu einer querdisparaten Tiefenwahrnehmung, die man Stereopsis oder räumliches Sehen nennt.
Die Größe des Panumbereichs nimmt zur Seite hin zu und im Zentrum ab. Seine Ausdehnung und mithin die des Panum-Areals, innerhalb dessen Objektpunkte noch beidäugig einfach und räumlich wahrgenommen werden können, hat physiologische Grenzen. Bei ihrem Überschreiten kommt es zur Wahrnehmung von Doppelbildern, der sogenannten physiologischen Diplopie, wobei entsprechend der Sehrichtung der betreffenden Netzhautstellen Objekte, die vor dem Horopter liegen, gekreuzt lokalisiert werden und solche, die sich dahinter befinden, ungekreuzt.